# Шеріфа Ллойд
Шеріфа Ллойд  (англ. Shereefa Lloyd; нар. 2 вересня 1982) — ямайська легкоатлетка, олімпійська медалістка.

## Виступи на Олімпіадах
| Олімпіада   | Дисципліна              | Місце |
| ----------- | ----------------------- | ----- |
| Пекін 2008  | естафета 4 x 400 метрів | 3     |
| Лондон 2012 | естафета 4 x 400 метрів | 3     |